# Genehmigungsplanung
Die Genehmigungsplanung, auch Eingabeplanung oder Einreichplanung genannt, ist ein Teil der Bauplanung zur Realisierung von Bauwerken. In den Leistungsbildern der Objekt- und Fachplanung der HOAI nach § 34,39,43,47,51,55 wird die Genehmigungsplanung als vierte Leistungsphase (LP 4) genannt. Sie umfasst alle Leistungen zur Zusammenstellung eines Bauantrags auf Grundlage eines vorhandenen Entwurfs mit dem Ziel der Erteilung einer Baugenehmigung. Der genehmigte Entwurf gilt als Grundlage für die Ausführungsplanung (LP 5). 

## Baugenehmigungsverfahren
Das Baugenehmigungsverfahren ist in den Landesbauordnungen der Länder geregelt. Danach muss im Regelfall vor Errichtung, Umbau oder Nutzungsänderung einer baulichen Anlage eine Baugenehmigung erteilt werden, soweit das bauliche Vorhaben nicht genehmigungsfrei (verfahrensfrei) ist oder von einer Genehmigungspflicht freigestellt wurde (Genehmigungsfreistellung). Der Abbruch einer baulichen Anlage ist je nach Landesrecht häufig dagegen nur anzeigepflichtig oder sogar völlig verfahrensfrei. 
Im Normalfall ist für das Erstellen eines Bauantrags in Deutschland, Österreich, Belgien und vielen anderen Ländern ein bauvorlageberechtigter Entwurfsverfasser erforderlich. Diese sind in der jeweiligen Bauordnung definiert. Üblicherweise handelt es sich um Architekten oder Bauingenieure oder andere akkreditierte Berufsgruppen. Gelegentlich besteht die Unvereinbarkeit zwischen Bauvorlageberechtigung und Bauausführung. In einzelnen Ländern sind weitere bautechnisch qualifizierte Fachkräfte vorlageberechtigt. 
Durch die Baugenehmigung wird durch die zuständige Bauaufsichtsbehörde erklärt, dass dem geplanten Bauvorhaben zum Zeitpunkt der Entscheidung aus öffentlich-rechtlicher Sicht nichts entgegensteht. Somit handelt sich um einen für den Bauherrn begünstigenden Verwaltungsakt.

## Bauantrag
Der Bauantrag ist schriftlich bei der unteren Bauaufsichtsbehörde einzureichen. Mit dem Bauantrag sind alle für die Beurteilung des Bauvorhabens und die Bearbeitung des Bauantrags erforderlichen Unterlagen (Bauvorlagen) einzureichen. Näheres regeln in Deutschland die entsprechenden Rechtsverordnungen der Bundesländer (Bauvorlagenverordnungen). 
Ein Bauantrag besteht in Deutschland meist aus folgenden Teilen:
- Bauzeichnungen mit Grundrissen, Ansichten und Schnitten im Maßstab 1:100
- Bauantragsformular
- Baubeschreibung
- statistischer Erhebungsbogen
- Wärmeschutznachweis
- Standsicherheitsnachweis (Statische Berechnung, Statik)
- amtlicher Lageplan zum Bauantrag, meist im Maßstab 1:200 (kleinere Maßstäbe nur bei großen Grundstücken)
- ggf. weiteren notwendigen Nachweisen und Angaben, die zur Erteilung der Genehmigung von der Bauaufsichtsbehörde gefordert werden.